# Pitkäsjärvi
Pitkäsjärvi eller Pitkäjärvi är en sjö i Finland. Den ligger i kommunen Pieksämäki i landskapet Södra Savolax, i den södra delen av landet, 250 km norr om huvudstaden Helsingfors. Pitkäsjärvi ligger 103,5 meter över havet. Den är 9,26 meter djup. Arean är 2,11 kvadratkilometer och strandlinjen är 19,71 kilometer lång. Sjön  ingår i Kymmene älvs huvudavrinningsområde.   I omgivningarna runt Pitkäsjärvi växer i huvudsak blandskog.
I övrigt finns följande i Pitkäsjärvi:
- Lillukkasaari (en ö)